# NGC 6271
NGC 6271 este o galaxie situată în constelația Hercule. A fost descoperită în 28 iunie 1864 de către Albert Marth. Se află la o distanță de 118,58 megaparseci de Pământ.